# ريتشارد كوان
ريتشارد كوان (بالإنجليزية: Richard Cowan) هو عسكري أمريكي، ولد في 5 ديسمبر 1922 في لنكن في الولايات المتحدة، وتوفي في 17 ديسمبر 1944 في بلجيكا.